# 先兆
先兆（拉丁語：aura），或稱前兆、預兆，是指癫痫或偏頭痛开始发作之前患者的最先感觉。此时患者仍意识清醒，记忆完整。先兆的具体表现因人而异。根据患者事后描述，先兆常包括看到怪异的光、闻到难闻的气味或出现各种错觉和幻觉等，持续时间从几秒钟到几分钟不等。可以将先兆分为以下几种：
- 躯体感觉性先兆
- 视觉先兆
- 听觉先兆
- 嗅觉先兆
- 味觉先兆
- 情绪先兆
- 精神性先兆
- 其他先兆

不同先兆的先兆常代表不同的痫灶部位，因而可以为判断痫灶提供重要线索，具有重要的临床意义。同时，先兆的出现也是给患者的警告信号，以供患者及时采取必要的保护措施。